# Virginia Troiani
Virginia Troiani (* 22. Februar 1996 in Mailand) ist eine italienische Sprinterin, die sich auf den 400-Meter-Lauf spezialisiert hat.

## Sportliche Laufbahn
Erste internationale Erfahrungen sammelte Virginia Troiani im Jahr 2015, als sie bei den Junioreneuropameisterschaften in Eskilstuna mit 55,87 s in der ersten Runde über 400 Meter ausschied und mit der italienischen 4-mal-400-Meter-Staffel in 3:37,45 min die Silbermedaille gewann. Im Jahr darauf siegte sie mit der Staffel in 3:42,81 min bei den U23-Mittelmeer-Meisterschaften in Tunis und 2017 schied sie bei den U23-Europameisterschaften in Bydgoszcz mit 54,44 s im Vorlauf über 400 Meter aus und gelangte mit der Staffel mit 3:33,31 min auf den fünften Platz. 2018 siegte sie bei den U23-Mittelmeer-Meisterschaften in Jesolo in 3:37,88 min erneut mit der Staffel und im Jahr darauf wurde sie bei der Sommer-Universiade in Neapel im Halbfinale über 400 Meter disqualifiziert und zuvor gelangte sie bei den IAAF World Relays 2019 in Yokohama mit 3:20,28 min auf Rang vier in der Mixed-Staffel. 2022 gewann sie bei den Mittelmeerspielen in Oran in 53,14 s die Bronzemedaille über 400 Meter hinter der Portugiesin Cátia Azevedo und Anita Horvat aus Slowenien und mit der Staffel siegte sie in 3:29,93 min. Anschließend erreichte sie bei den Weltmeisterschaften in Eugene mit der Staffel das Finale und klassierte sich dort mit 3:26,45 min auf dem siebten Platz. Daraufhin schied sie bei den Europameisterschaften in München mit 52,83 s in der ersten Runde über 400 Meter aus und verpasste im Staffelbewerb mit 3:28,14 min den Finaleinzug.
In den Jahren 2021 und 2022 wurde Troiani italienische Meisterin in der 4-mal-400-Meter-Staffel.

## Persönliche Bestleistungen
- 400 Meter: 52,10 s, 4. Juni 2022 in Florenz
  - 400 Meter (Halle): 53,68 s, 23. Januar 2021 in Ancona